# Zwarte stekelstaartgierzwaluw
De zwarte stekelstaartgierzwaluw (Hirundapus celebensis) is een vogel uit de familie Apodidae (gierzwaluwen).

## Verspreiding en leefgebied
Deze soort komt voor op de Filipijnen en noordelijk Sulawesi.